# Nationaal Songfestival 1961
Het Nationaal Songfestival 1961 had de Nederlandse selectieprocedure geweest moeten zijn voor het Eurovisiesongfestival 1961. Maar de uitzending kon geen doorgang vinden vanwege een staking. Het was de eerste keer dat het Nederlandse lied niet via een nationale finale werd gekozen. Greetje Kauffeld werd aangewezen om Nederland te vertegenwoordigen op het Eurovisiesongfestival. Er werd voor haar intern een lied gezocht. De commissie koos voor een melodie van Dick Schallies, die in 1959 en 1960 ook tekende voor de Nederlandse bijdrage op het Eurovisiesongfestival. Bij de melodie koos de commissie de tekstbijdrage van Pieter Goemans: "Wat een dag". Greetje was niet echt tevreden met de tekst en ze heeft het lied nooit uitgebracht op single. Voor haar vertrek naar Cannes gaf Corry Brokken Greetje nog wat adviezen, maar op het ESF behaalde het lied maar een gedeelde 10e plaats op 16 kandidaten. Kauffeld deed in 1958, 1959 en 1960 ook al mee aan het Nationaal Songfestival.
1956 · 1957 · 1958 · 1959 · 1960 · 1961 · 1962 · 1963 · 1964 · 1965 · 1966 · 1967 · 1968 · 1969 · 1970 · 1971 · 1972 · 1973 · 1974 · 1975 · 1976 · 1977 · 1978 · 1979 · 1980 · 1981 · 1982 · 1983 · 1984 · 1986 · 1987 · 1988 · 1989 · 1990 · 1992 · 1993 · 1994 · 1996 · 1997 · 1998 · 1999 · 2000 · 2001 · 2003 · 2004 · 2005 · 2006 · 2007 · 2008 · 2009 · 2010 · 2011 · 2012